# Le Lion des Flandres (film)
Pour le roman éponyme, voir Le Lion des Flandres.
Pour plus de détails, voir Fiche technique et Distribution.
Le Lion des Flandres est un film flamand de 1984 réalisé par Hugo Claus. Il est basé sur le livre Le Lion des Flandres d’Hendrik Conscience.

## Synopsis
Le film relate la révolte flamande à l'époque de la Bataille des Éperons d’or en 1302 au cours de laquelle les Flamands remportèrent une grande victoire contre les chevaliers français.

## Fiche technique
- Titre original : De Leeuw van Vlaanderen [1]
- Titre international :
- Réalisation : Hugo Claus, d'après l’œuvre de Hendrik Conscience
  - assistant réalisateur : Stijn Coninx
- Musique : Ruud Bos
- Décors :
- Costumes : Ann Verhoeven
- Photographie :
- Son :
- Montage : Guido Henderickx 
 Ludo Troch
- Production : Jan van Raemdonck
- Sociétés de production
- Sociétés de distribution :
- Budget : n/a
- Pays de production :  Belgique,  Pays-Bas
- Langues originales : néerlandais
- Format :
- Genre : Drame, film historique
- Durée : 108 minutes
- Dates de sortie:
  - Belgique : 27 janvier 1984
  - Pays-Bas : 14 mars 1985
  - France : 28 décembre 1988

## Distribution
- Frank Aendenboom - Robert de Béthune
- Jan Decleir - Jan Breydel
- Theu Boermans - Jacques de Châtillon, graaf van Leuze
- Julien Schoenaerts - Pieter de Coninck
- Josine van Dalsum - la reine Jeanne de Navarre
- Robert Marcel - Gui de Dampierre
- Patricia Linden - Machteld
- Hans De Munter - Adolf deNieuwland
- Peter te Nuyl - le roi Philippe de France
- Herbert Flack - Guillaume de Juliers
- Jo De Meyere - Bauden de Vos
- Jules Croiset - Robert d'Artois
- Hans Boskamp - St.Pol
- Ralph Wingens - Pierre Flote
- Jules Hamel - Raoul de Nesle
- Maxim Hamel - Comte de Valois
- Chris Boni - Moeder Breydel
- Ronny Waterschoot - Gui de Namur
- Werther Vander Sarren - Willem van Saeftinghe
- Hans Royaards - Filips van Lichtervelde
- Roelof Pieters - Jean d'Aumale
- Vic De Wachter - Jean de Namur
- Ilma De Witte - Comtesse noire
- Tania Van der Sanden - Katrien
- Ronnie Commissaris - Jean III de Renesse
- Ischa Meijer - Guillaume de Nogaret
- Bert André - Eremite
- Philippe Volter - Deschamps

## Production

### Genèse
L’adaptation cinématographique du livre d'Hendrik Conscience de 1838 était une idée de Jan van Raemdonck, qui avait déjà travaillé avec Hugo Claus pour  Mira,  Pallieter et  Vendredi. Le projet a été conçu de manière très ambitieuse pour un film flamand. L’intention était de faire une reconstruction authentique de l’histoire. La production a coûté 75 millions de francs belges. Ce montant a été versé par la Communauté flamande, la  VRT et le KRO. 150 acteurs, 3 000 figurants et 80 techniciens ont participé au tournage. Claus a dû faire appel à des co-réalisateurs pour la réalisation. En même temps que le film, une version télévisée de quatre épisodes devait être réalisée. Guido Henderickx a édité le matériel en quatre épisodes de 50 minutes.
Le film a été présenté pour la première fois dans les cinémas flamands en 1984 et a été projeté dans les cinémas néerlandais à partir du 14 mars 1985.
La critique ne fut pas tendre pour le film, ni pour la version télévisée. Les experts ont souligné des inexactitudes historiques. Les critiques de cinéma ont trouvé les dialogues trop artificiels et la musique de  Ruud Bos trop emphatique.